# ウー (セーヌ＝マリティーム県)
ウー （Eu）は、フランス、ノルマンディー地域圏、セーヌ＝マリティーム県のコミューン。

## 地理

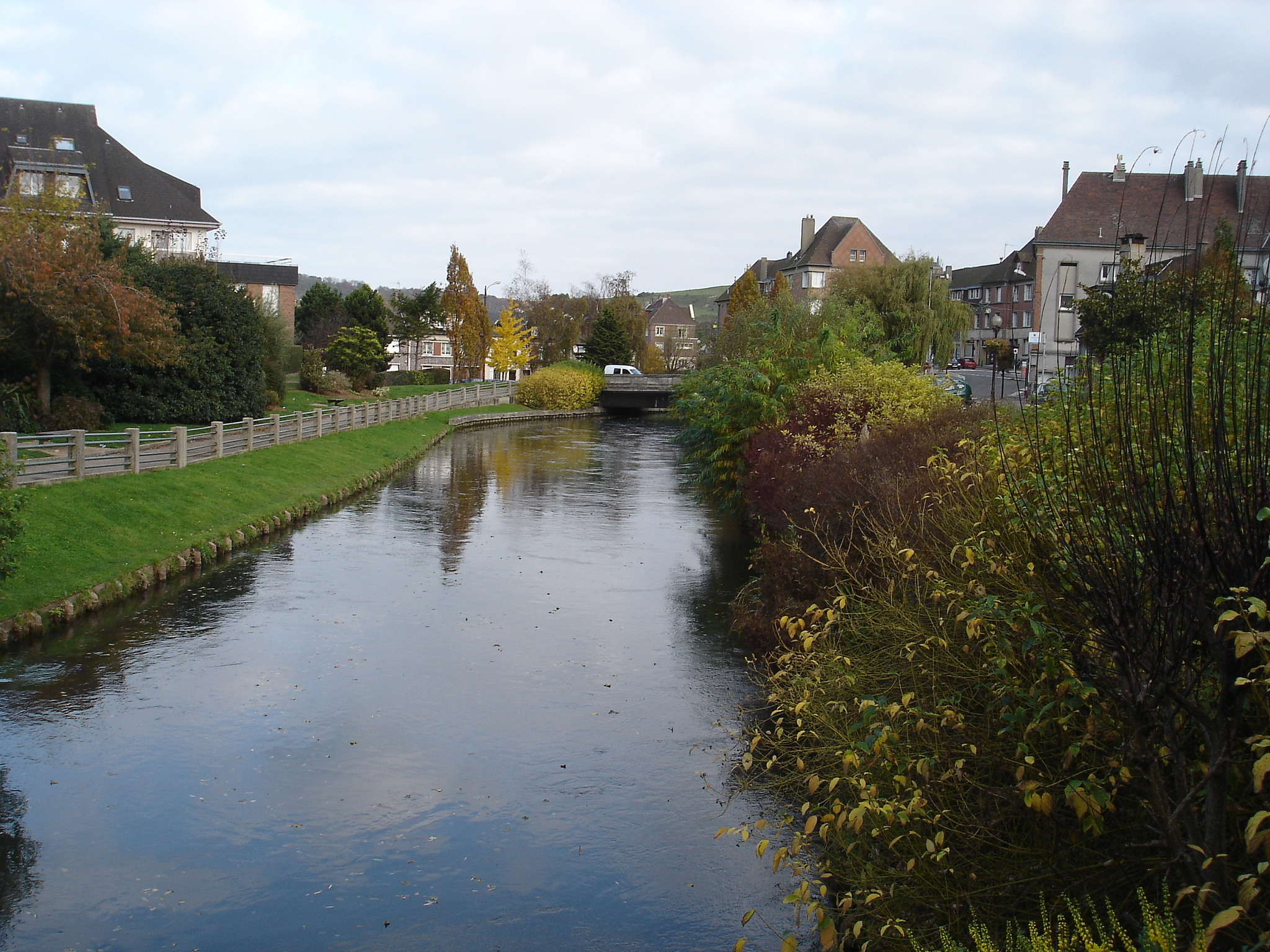
まちを流れるブレル川

ウーは県北部に位置する。まちの領域はブレル川右岸に突出した部分である。まちはル・トレポールから4km、フリヴィル＝エスカルボタンから12km、ディエップから32kmの位置にある。
居住地や経済活動の中心は谷の底、ウー城や港の周囲に集中する。ウーの一部はル・トレポールやメール＝レ＝バンとともに同じ都市圏を形成し、2つの県にまたがる「三姉妹のまち」（trois villes sœurs）となっている。
低地にあるウーの森は特筆すべき存在である。北フランスでは数少ない、豊富なシルト土壌にありながら、先史時代以降も森のまま保存されてきた場所である。さらに、古代から中世までの間に農業目的で木が伐採されてしまった、ノール＝パ・ド・カレー地域圏にあった3つの広大な森から離れている。ウーの森の樹木は、先史時代にあった樹木の直接の子孫を含む可能性が高い。

## 交通
かつてはディエップまでの鉄道路線があったが今は廃止されている。
鉄道 – ウー駅。TERオート＝ノルマンディーおよび、ル・トレポール-メール駅からボーヴェ、アブヴィル間を走るTERピカルディーの路線が通る。日曜と祝日にはパリ北駅からル・トレポール-メール駅までの路線がある。

## 由来
Euという名は、領域を流れる川の名前に由来する。ブレル川は、中世に小さな川であったとき、OuそしてEuとして知られていた。Euのつづりはピカルディーで優勢で、Ouはむしろ西部の方言の特徴を持っている。12世紀に年代記執筆者オルデリック・ヴィタルによって'Aucum flumen quod vulgo dicitur Ou'と記された文書は疑いが残る。これは川を参照するため常に、母音間の子音には様々な形態があるからである。9世紀のAuvae（Auwaeと読むかもしれない）はその後10世紀にAucia、Auga、そして12世紀にAucumとなった。
母音間の子音は急速に標準的な発音のamuïeとなった。これは、新しい形での状態の悪いラテン語化であることを説明しなければならない。元々はゲルマン語のawa（水）という言葉は、ラテン語のaquaに近い。
村の名の下に続いて川の名を移し替えるという過程は、セーヌ＝マリティーム県のディエップやフェカンのように数箇所見られる。

## 歴史

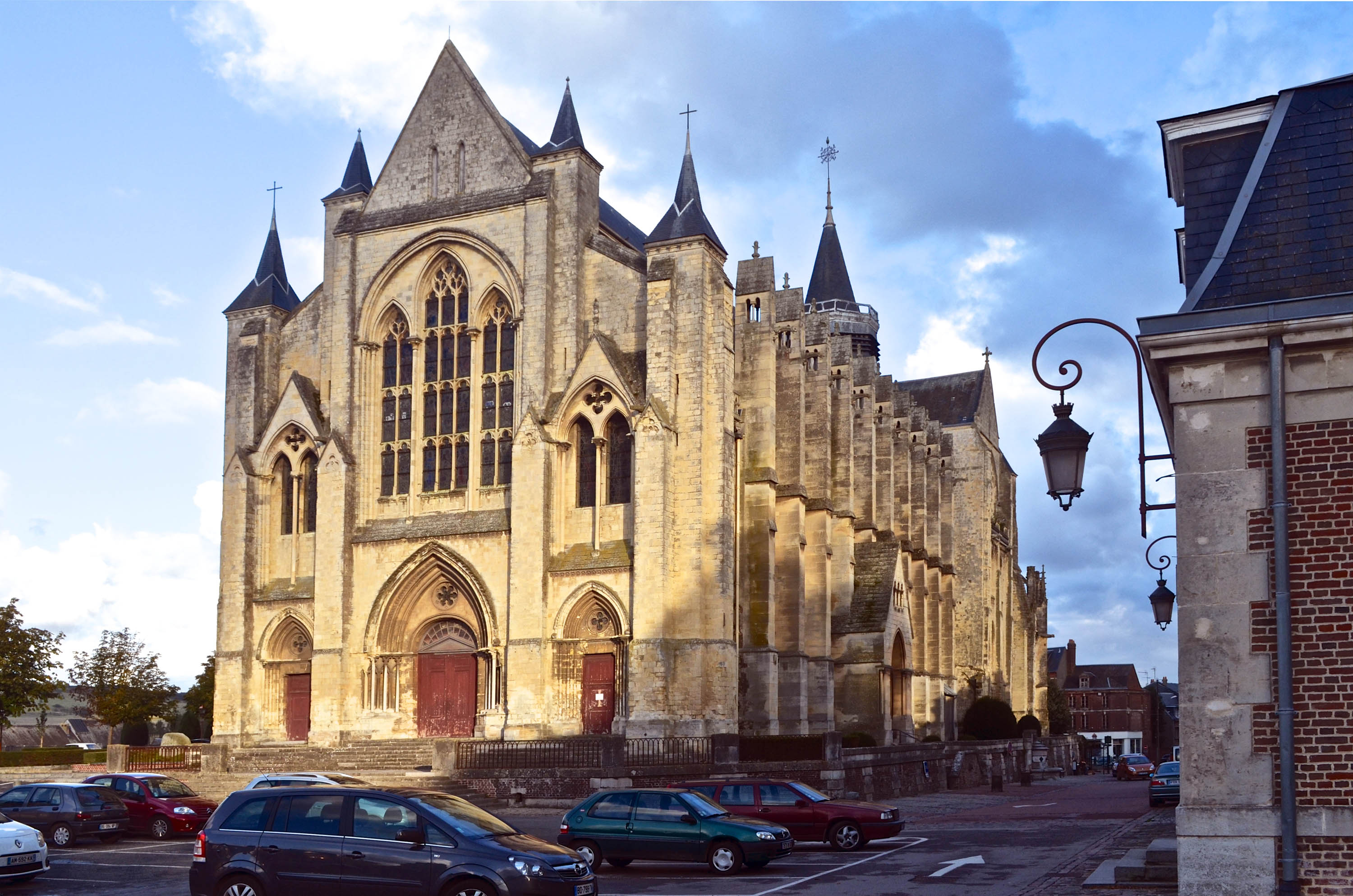
ノートルダム・エ・サン・ローラン参事会教会

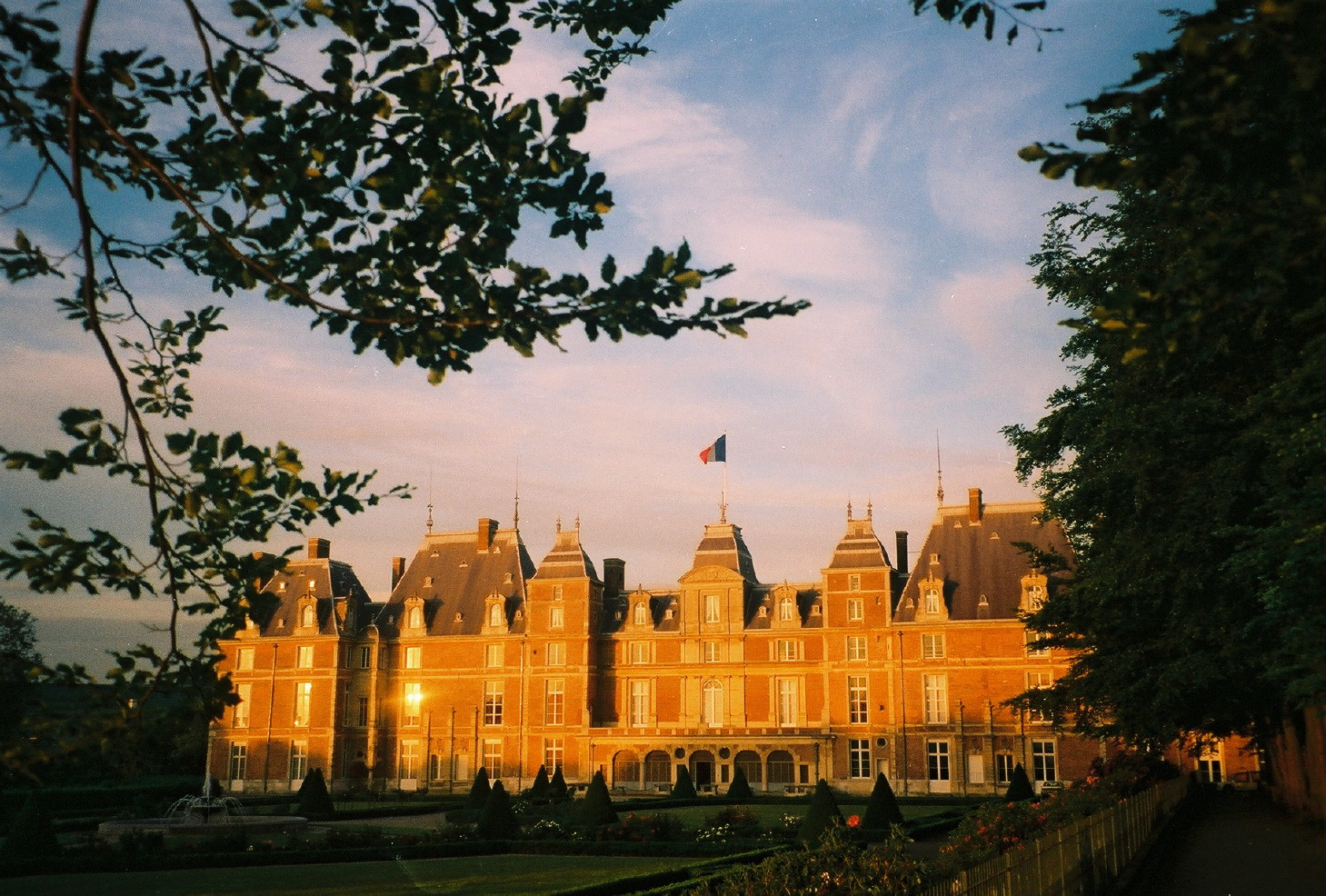
ウー城

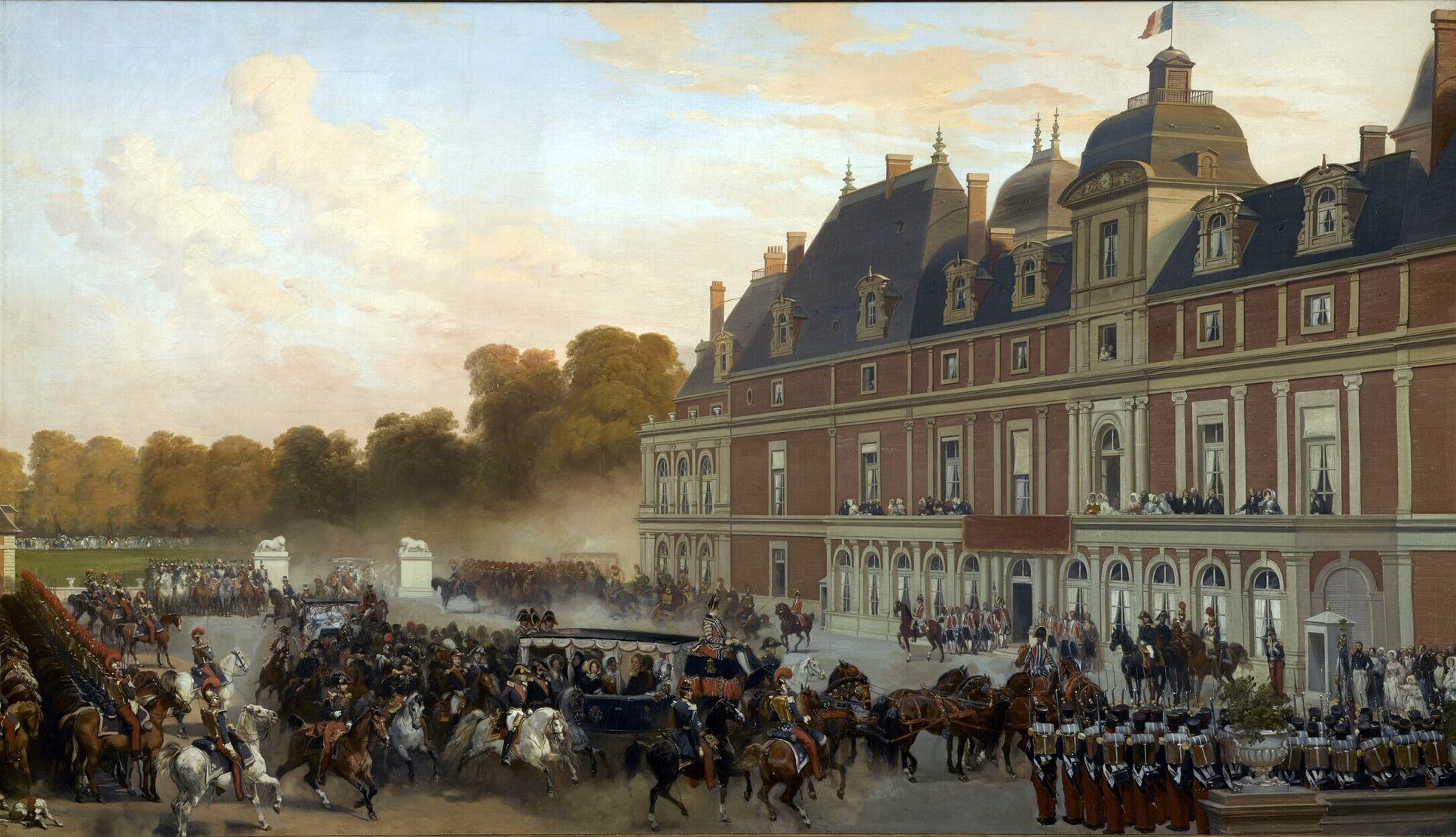
1843年、ウー城を訪問するヴィクトリア女王

ウーのまちは、まちからわずかに南東にあるアウグスタ（Augusta）というかつてのローマ時代の定住地とはなんのつながりもない。考古学者たちはアウグスタにおいて劇場とガロ＝ローマ時代の神殿を発掘している。
996年、ノルマンディー防衛のため、ロロの子リシャールにウー伯領が創設される。
1050年、ノルマンディー公ギヨーム（のちのイングランド王ウィリアム1世）、いとこにあたるマティルドとウー城で結婚。
1180年、ダブリン大司教にして教皇使節のローレンス・オトゥール（ローラン・オトゥール）、ルーアンでヘンリー2世と面会。彼はウーで病を得て死去。オトゥールは1186年に列福、1225年に列聖された。1186年より参事会教会建設が始まり、ノートルダム・エ・サン・ローラン教会と命名された。聖ローランはウーのまちの守護聖人である。彼の聖遺物の一部は参事会教会に納められている。リチャード獅子心王がまちを取り巻く壁を建設した。
百年戦争さなかの1419年2月15日、イングランド軍に包囲され、ウー降伏。
1430年、コンピエーニュでイングランドの捕虜となったジャンヌ・ダルクが、ウーを通過してルーアンに移送された。
1475年7月10日、ルイ11世軍、住民がイングランドに加担することを恐れてウーのまちに火を放つ。この日はMardi Piteuxと記録される。わずかにキリスト教施設が火災から逃れた。
1578年、第26代ウー伯マリー・ド・クレーヴの夫であるギーズ公フランソワ、現在も残るウー城を建設。1580年にはイエズス会のコレージュも建てる。しかし1588年12月23日のブロワでのギーズ公暗殺は、作業の進捗状況を混乱させた。
17世紀、疫病流行の大惨事となる。1636年のペスト流行は壊滅的であった。まちはウーの金細工師に命じて処女マリアに銀を奉納し、未来永劫毎年一度、流行を食い止めるための巡礼行進を行うと誓を立てた（この巡礼行進は現在も行われている）。
1636年のペスト流行に苦しんだ結果、1658年にオテル・デュー（病院）が建設された。
1660年、グランド・マドモワゼルことモンパンシエ公爵夫人アンヌ・マリー・ルイーズ・ドルレアンはルイ太陽王のいとこにして、フランスで最も裕福な相続人だった。彼女はウー伯領を購入した。グランド・マドモワゼルはウー城に移り住み、フランス式庭園をつくらせ、公園に小さなシャトーをつくらせ、まちに小さな病院を与えた。ピネローロで太陽王の捕虜となっていた最愛の男性を釈放させるため、グランド・マドモワゼルはメーヌ公（太陽王の庶子）にウー伯位を譲渡した。メーヌ公の嫡出の男子は夭折したため、爵位はパンティエーヴル公へ継承された。パンティエーヴル公の唯一の相続人を母に持つルイ・フィリップが1821年、ウー城を相続した。
1830年、ウーには王宮が置かれ、ルイ・フィリップの定期的な訪問をウーは歓迎した。
1843年と1845年の2度、イギリス女王ヴィクトリアはウー城を訪問している。
1873年以降、ウジェーヌ・エマニュエル・ヴィオレ・ル・デュク、パリ伯フィリップの依頼でウー城を改修。1902年の火災で南翼が被災。1905年から1954年まで、ブラジルの元皇室一家（オルレアンス＝ブラガンサ家）が城に居住。
1973年以降、ウー城はルイ・フィリップ博物館となっている。1985年、ルイ・フィリップ博物館およびウー城友愛会がイザベル・デ・オルレアンス・イ・ブラガンサによって設立された。元フランス王室の不動産の一部は、イザベルの子孫であるオルレアン家が所有している。

## 人口統計
| 1962年 | 1968年 | 1975年 | 1982年 | 1990年 | 1999年 | 2006年 |
| ------ | ------ | ------ | ------ | ------ | ------ | ------ |
| 7029   | 8079   | 8626   | 8588   | 8344   | 8081   | 7571   |

参照元:1962年以前EHESS、1968年以降INSEE

## ゆかりの人物
- ミシェル・アンギエ - 彫刻家
- フランス王ルイ・フィリップ - 幼少時代から度々ウーに滞在
- ポール・ビニョン - フランス第三共和制時代の政治家
- イザベル・デ・オルレアンス・イ・ブラガンサ - ブラジル元皇室のオルレアンス・ブラガンサ家出身。フランス王位請求者パリ伯アンリの妻
- ガストン・ルルー - ウーのコレージュに在籍

## 姉妹都市
以下の都市と姉妹都市関係にある。
- ハーン、ドイツ
- ズーク・ミカエル、レバノン

以下の都市と友好都市関係にある。
- ダブリン、アイルランド
- キャッスルダーモット、アイルランド
- アイ、フランス
- イス＝シュル＝ティーユ、フランス
- オーレスン、ノルウェー
- バート・ローヒシュタット、ドイツ